# Acacia neriifolia
Acacia neriifolia é uma espécie de leguminosa do gênero Acacia, pertencente à família Fabaceae.